# Pseudis tocantins
Pseudis tocantins là một loài ếch thuộc họ Nhái bén.
Đây là loài đặc hữu của Brasil.
Môi trường sống tự nhiên của chúng là xavan ẩm, vùng cây bụi ẩm khu vực nhiệt đới hoặc cận nhiệt đới, đầm nước, hồ nước ngọt, đầm nước ngọt, và ao.
Chúng hiện đang bị đe dọa vì mất môi trường sống.